# Marko Culej
Marko Culej (Repno kraj Belca, 19. siječnja 1938. – Varaždin, 19. kolovoza 2006.) bio je prelat Katoličke Crkve i prvi biskup varaždinski. Prethodno je služio kao pomoćni biskup zagrebački.

## Životopis
Rodio se 1938. u selu Repnu kraj Belca u Hrvatskom zagorju. Odrastao je u obitelji sa šestero djece. Njegova sestra Greta postala je časna sestra milosrdnica. Četiri razreda osnovne završio je u Belcu. Bio je ministrant u prekrasnoj crkvi sv. Marije Snježne. Završio je sjemenište u Zagrebu. Po završetku studija na Katoličko-bogoslovnom fakultetu u Zagrebu, zaređen je za svećenika 1964. Mladu misu služio je u Belcu. Bio je kapelan u Samoboru i Desiniću. Župnik u Desiniću bio je od 1965. do 1981. Obnovio je crkvene objekte, doveo časne sestre dominikanke. Jedanaest njegovih župljanja postali su svećenici. Bio je dekan Taborskog dekanata i delegat u Svećeničkom vijeću Zagrebačke nadbiskupije od 1970. do 1977.
Nadbiskup Franjo Kuharić, imenovao ga je 1981. vicerektorom u Bogoslovnom sjemeništu u Zagrebu, a 1986. kanonikom Prvostolnog kaptola u Zagrebu i voditeljem Centra za duhovna zvanja u Zagrebačkoj nadbiskupiji te 1987. arhiđakonom Vrbovečkog arhiđakonata.  
Papa Ivan Pavao II. imenovao ga je 7. siječnja 1992., pomoćnim zagrebačkim biskupom, a 22. veljače 1992. zaređen je za biskupa u zagrebačkoj katedrali. Prvi je biskup zaređen u samostalnoj Hrvatskoj. Bio je rektor Bogoslovnog sjemeništa u Zagrebu 1992./'1993. Kardinal Kuharić imenovao ga je 18. kolovoza 1993. generalnim vikarom. Bio je predsjednik crkvenog Odbora za pripremu posjeta pape Ivana Pavla II., 1994. godine.
Kada je osnovana Varaždinska biskupija 5. srpnja 1997. papa ga je imenovao prvim varaždinskim biskupom. Geslo mu je bilo „Život i mir”. U Hrvatskoj biskupskoj konferenciji (HBK), bio je predsjednik Vijeća za ustanove posvećenog života, i udruge apostolskog života., predsjednik Odbora za sredstva javnog priopćavanja HBK-a te Komisije „Justitia et Pax”, predsjednik Odbora HBK za pastoral Roma, predsjednik Odbora HBK za pastoral osoba lišenih slobode. Bio je i predsjednik Hrvatskog ogranka Svjetske konferencije religija za mir (WCRP). Umro je u Varaždinu 19. kolovoza 2006.

## Vanjske poveznice
| Prethodnik prvi biskup | Varaždinska biskupija | Nasljednik Josip Mrzljak |